# Stare Łagiewniki
Stare Łagiewniki – wieś w Polsce położona w województwie łódzkim, w powiecie zgierskim, w gminie Zgierz.

## Historia
Łagiewniki Stare to dawna wieś, od 1867 w gminie Łagiewniki w powiecie łódzkim. Pod koniec XIX wieku liczyły 232 mieszkańców, a cały zespół osadniczy Łagiewniki (obejmujący wsie Łagiewniki Małe, Łagiewniki Nowe, Łagiewniki Stare i Łagiewniki Poklasztorne oraz osadę folwarczną Łagiewniki) – 877 mieszkańców. W okresie międzywojennym należała do powiatu łódzkiego w woj. łódzkim. W 1921 roku liczba mieszkańców wynosiła 38. 1 września 1933 weszła w skład nowo utworzonej gromady (sołectwa) Łagiewniki Stare w granicach gminy Łagiewniki, składającej się z wsi Łagiewniki Stare oraz wsi i osady młynarskiej Skotniki (gmina Zgierz). Podczas II wojny światowej włączona do III Rzeszy.
Po wojnie Łagiewniki Stare powróciły na krótko do powiatu łódzkiego woj. łódzkim, lecz już 13 lutego 1946 gminę Łagiewniki podzielono i zniesiono, włączając jej południową część do Łodzi. Łagiewniki Stare weszły w skład gminy Lućmierz, jako jedna z jej 19 gromad. W związku z reorganizacją administracji wiejskiej jesienią 1954, Proboszczewice weszły w skład nowej gromady Smardzew w powiecie brzezińskim. 1 lipca 1956 Łagiewniki Stare wraz z całą gromadą Smardzew włączono powiatu łódzkiego. W 1971 roku (wraz z osadą młynarską Skotniki) liczyły 220 mieszkańców.
Od 1 stycznia 1973 w gminie Zgierz jako część sołectwa Łagiewniki. W latach 1975–1987 miejscowość należała administracyjnie do województwa łódzkiego.